# کریستین دوبرف (بازیکن فوتبال، زاده ۲۰۰۱)
کریستین دوبرف (بلغاری: Кристиан Добрев؛ زادهٔ ۲۷ آوریل ۲۰۰۱) بازیکن فوتبال است.
از باشگاه‌هایی که در آن بازی کرده است می‌توان به باشگاه فوتبال بوتو پلوودیو اشاره کرد.
وی همچنین در تیم‌ ملی فوتبال زیر ۲۱ سال بلغارستان بازی کرده است.